# Čaščenje Treh kraljev (Perugino, Perugia)
Poklon Treh kraljev je slika italijanskega renesančnega slikarja Pietra Perugina, ki jo hranijo v Galleria Nazionale dell'Umbria v mestu Perugia v Italiji.
Po mnenju italijanskega umetnostnega zgodovinarja Vittoria Garibaldija je bila to eno najzgodnejših naročil, ki jih je Perugino prejel okoli konca svojega vajeništva v Firencah (1472) , medtem ko jo drugi datirajo v konec 1470-ih. Slika je bila prvotno narejena za cerkev Santa Maria dei Servi v Perugii, povezana z družino Baglioni; leta 1543 so jo preselili v cerkev Santa Maria Nuova v istem mestu.

## Opis
Prizor sledi standardni postavitvi, ob jaslicah so koča na desni in sprevod obiskovalcev, ki se razvija vodoravno, na levi. Na ozadju za volom in oslom je skalnata, gričevnata pokrajina, poslikana z zračno perspektivo.
Devica drži blagoslovljenega otroka na kolenih, za njo je sveti Jožef, ki stoji s palico. Najstarejši od Treh kraljev že kleči, druga dva pa darujeta. V prenatrpani povorki so figure, ki so pogoste v delih Perugina, na primer fant s turbanom in svetlolaske v elegantnih postavah. Moški skrajno levo je morda avtoportret Perugina.

## Slog
Devica in otrok spominjata na Peruginovo sliko Gambier Parry Madonno na londonskem inštitutu Courtauld, ki sega v zelo zgodnja 1470-ta. leta. Na splošno je slog scene povezan z Verrocchiovo delavnico, kjer se je Perugino učil. Liki, ki tvorijo množico, značilno za poznogotsko umetnost, kažejo močan videz, ki ga vidimo v delih Fiorenza di Lorenza, morda najzgodnejšega mojstra Perugina. Integracija med liki in pokrajino je navdihnjena pri  Pieru della Francescu, na primer drevo zlatega reza; pokrajina je podobna delom Leonarda da Vincija.